# Punta La Marmora
Punta La Marmora (tiếng Sardegna: Perdas Carpìas) là một ngọn núi thuộc dãy Gennargentu, Sardegna (Ý).

## Địa lý
Núi nằm trên địa phận tỉnh Ogliastra và Nuoro, trong vùng núi Barbagia tại vùng trung Sardegna. Đỉnh núi đạt độ cao 1.834 m, và là điểm cao nhất trên đảo. Núi được đặt theo tên nhà địa lý Alberto Ferrero della Marmora.
Punta La Marmora nằm chệch về phía đông so với điểm trung tâm địa lý Sardegna và từ đỉnh núi có thể trông ra toàn đảo (nếu thời tiết thích hợp, có thể nhìn rõ bờ biển và các đỉnh núi lân cận).